# Pachuca, Hidalgo
Pachuca, Hidalgo, cunoscut anterior ca Pachuca de Soto este orașul-capitala statului mexican Hidalgo.